# Macrosiphum woodsiae
Macrosiphum woodsiae är en insektsart. Macrosiphum woodsiae ingår i släktet Macrosiphum och familjen långrörsbladlöss. Inga underarter finns listade i Catalogue of Life.